# Friedrich Leo
Friedrich Leo (Regenwalde, actual Polonia; 10 de julio de 1851-Gotinga, 15 de enero de 1914) fue un filólogo clásico alemán nacido en Regenwalde, en la entonces provincia de Pomerania (hoy Resko, de Polonia).

## Vida personal

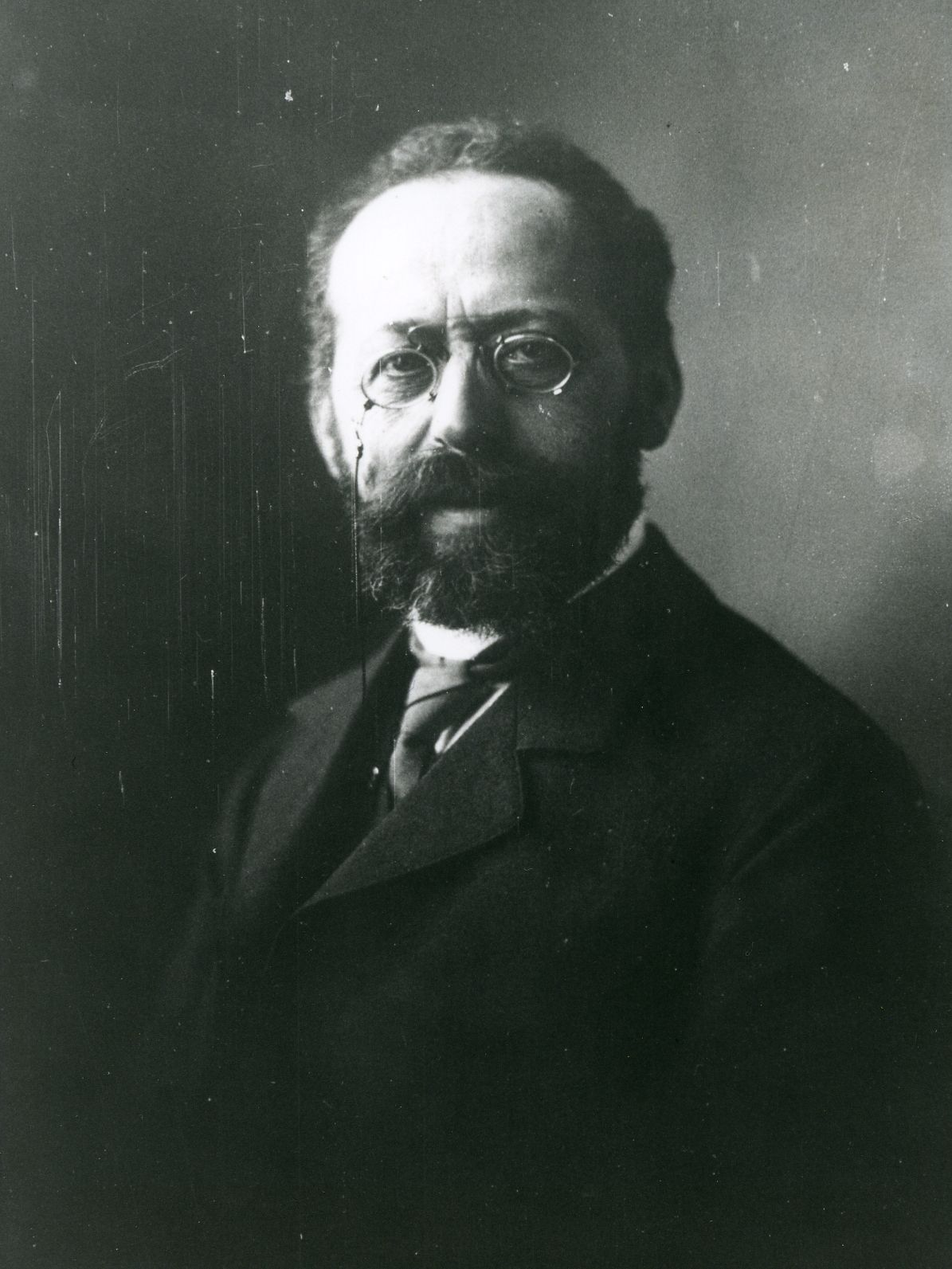
Friedrich Leo (1851-1914)

En 1883 se casó con Cécile Hensel (1858-1928), hija del terrateniente y empresario Sebastián Hensel, nieta de la compositora y pianista Fanny Mendelssohn y el pintor Wilhelm Hensel y descendiente del empresario y filósofo Moses Mendelssohn, así como hermana del filósofo Paul Hensel y el matemático Kurt Hensel. La pareja tuvo tres hijos: Erika Brecht (1887-1949), el escritor Ulrich Leo (1890-1964) y el teólogo Paul León (1893-1958). 

## Carrera académica
En 1868 se matriculó en la Universidad de Gotinga y tras el servicio militar en la Guerra franco-prusiana, continuó sus estudios en la Universidad de Bonn, donde tuvo como profesores a Franz Bücheler y Hermann Usener. En Bonn fueron sus compañeros de estudios Georg Kaibel, Friedrich von Duhn, Dehio Georg y Hans Delbrück. Después de graduarse en 1873, hizo un viaje por los países del Mediterráneo.
En 1881 fue nombrado profesor asociado en la Universidad de Kiel; después ocupó cátedras en las universidades de Rostock (1883), Estrasburgo (1888) y Gotinga (1889). En esta última institución, fue rector (1903-1904) y colega de Ulrich von Wilamowitz-Moellendorff. En 1889, Leo fue admitido como miembro en la Academia de Ciencias de Gotinga.

## Obras escritas
Gran parte de los trabajos de Leo fue una investigación de las tragedias de Séneca y de los escritos de Venancio Fortunato. Más tarde, se dedicó principalmente a las obras del comediógrafo romano Plauto y a los orígenes de la literatura romana en general. Algunas de sus publicaciones más conocidas son las siguientes:
- Plautinische Forschungen (Investigaciones sobre Plauto). 1895. Weidmann.[1] Berlín. 2ª edición: 1912.
  - Reproducción de la 2ª ed., en facsímil electrónico, en el sitio del Internet Archive; en alemán.
- Die griechisch-römische Biographie nach ihrer literarischen Form (Las biografías grecorromanas a partir de su forma literaria).[2] 1901. Teubner.[3] Leipzig.
  - Reproducción en facsímil electrónico, en el Internet Archive; en alemán.
- Geschichte der römischen Literatur (Historia de la literatura romana). Vol. 1: Die archaische Literatur (La literatura arcaica). 1913. Weidmann. Berlín.
  - Reproducción en facsímil electrónico, en el Internet Archive; en alemán.